# Nergal
Nergal, Nirgal hoặc Nirgali (Tiếng Sumer: d KIŠ. UNU  hoặc dGÌR-UNUG-GAL 𒀭𒄊𒀕𒃲; Hebrew: נֵרְגַל, Tiêu chuẩn: Nergal, Tiberian: Nērḡál; Aramaic ܢܹܪܓܵܐܠ; tiếng Latinh: Nergel) là một vị thần được thờ phụng trên khắp Mesopotamia cổ đại (Akkad, Assyria và Babylonia) với trung tâm thờ phụng chính tại Cuthah. Các tên khác của ông là Erra và Irra. Ông là vị thần của Cái chết, chiến tranh, bệnh dịch, bệnh tật và sau này được coi là vị thần cai quản Địa phủ.
Nergal được nhắc đến trong Kinh thánh tiếng Hê-bơ-rơ như là vị thần của thành phố Cuth (Cuthah): "Và người Babylon đã tạo ra Succoth-benoth, và người Cuth đã tạo ra Nergal" (2 Vị vua, 17:30). Theo Talmudists, linh vật của Nergal là con gà trống và Nergal có nghĩa là một "con gà trống", mặc dù hình tượng thường thấy của Nergal là sư tử. Nergal là con trai của Enlil và Ninlil, cùng với Nanna và Ninurta.

## Đặc tính

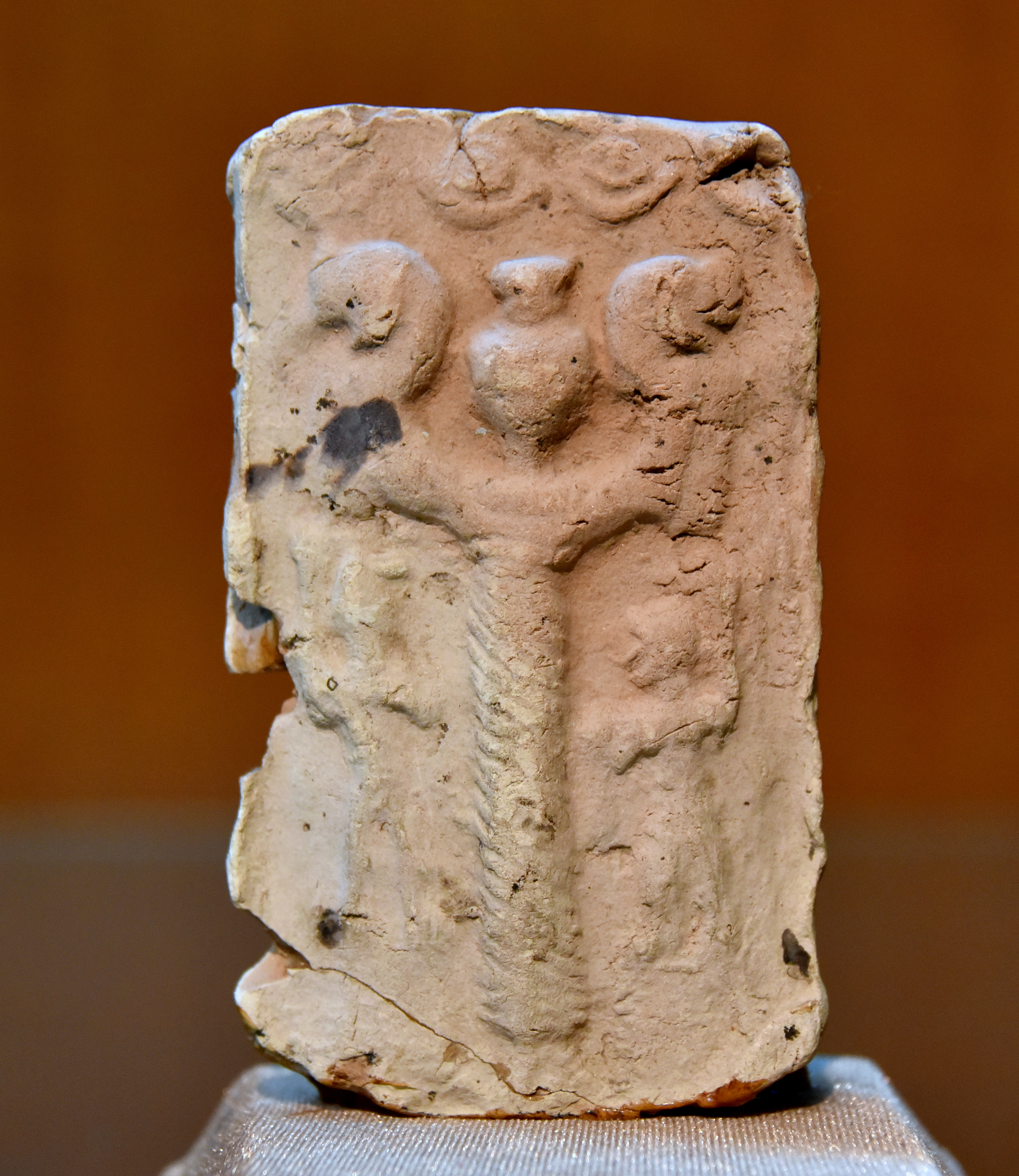
Biểu tượng của Nergal, mảng đất sét nung Cựu Babylon từ Nippur, Nam Lưỡng Hà, Iraq

Nergal phần nào được coi là một vị thần mặt trời, đôi khi được đồng nhất với Shamash, nhưng chỉ đại diện cho một giai đoạn nhất định của mặt trời. Ông được miêu tả trong các bài thánh ca và thần thoại như một vị thần chiến tranh và sâu bệnh, và dường như đại diện cho mặt trời tại thời điểm ban trưa và tại ngày hạ chí mang đến sự hủy diệt. Ông cũng được gọi là "vị vua của hoàng hôn". Theo thời gian, Nergal đã phát triển từ một vị thần chiến tranh thành một vị thần của Địa phủ.

## Huyền thoại

### Sự phẫn nộ của Erra
Trong huyền thoại này, Nergal được đặt tên là Irra hoặc Erra. Vì buồn chán nên ông quyết định tấn công Babylon để tìm hứng thú. Tuy nhiên, Babylon nằm dưới sự bảo vệ của Marduk, vị thần mạnh nhất. Nergal giả vờ tới Babylon để thăm hỏi. Ông cố tỏ ra kinh ngạc bởi quần áo của Marduk, cố thuyết phục ông ta thay quần áo và rời khỏi thành phố. Khi Marduk rời Babylon, Irra tấn công thành phố. Mọi người bị giết ngay trên đường phố. Sau đó, Irra thấy thỏa mãn và dừng cuộc tấn công, đồng thời đưa ra lời tiên tri về một thủ lĩnh vĩ đại để bảo vệ người dân.

### Nergal và Ereshkigal

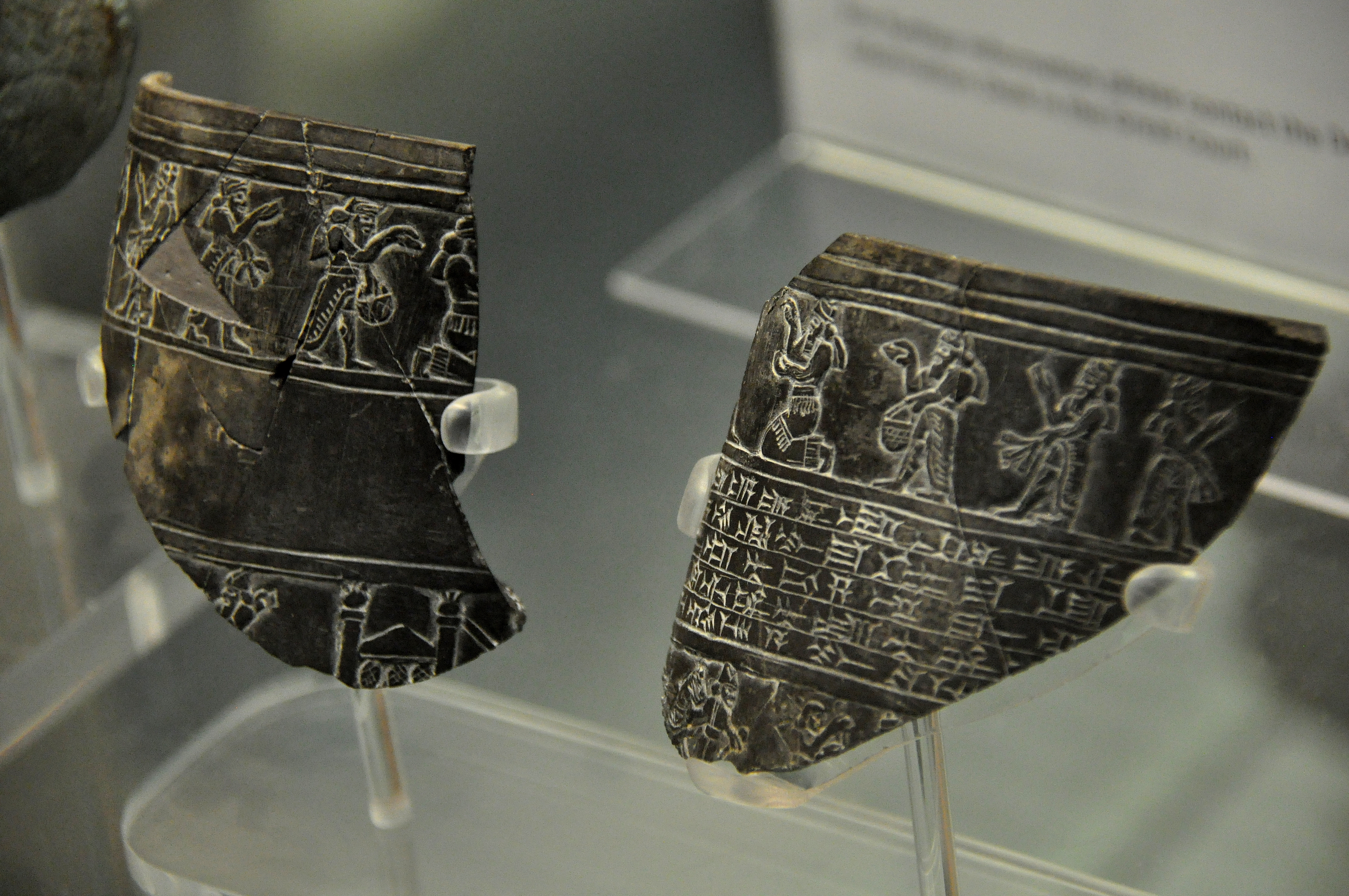
Những mảnh vỡ của một bình gốm trong đền thờ Nergal ở Nineveh, cho thấy Shalmaneser III quỳ gối trước Nergal, hiện đang được trưng bày tại Bảo tàng Anh ở London

Một lần, các vị thần tổ chức một bữa tiệc, Ereshkigal là nữ vương của Địa ngục nên không thể đến tham dự. Bà cử tể tướng Namtar đến thay thế vị trí của mình. Ông được tất cả các vị thần khác kính trọng, chỉ có Nergal là không đứng dậy để chào mừng. Ereshkigal giận dữ và bắt Nergal phải xuống Địa ngục để chuộc tội.
Trong một phiên bản, Nergal đi xuống Địa ngục cùng với 14 con quỷ. Khi đến nơi, ông bị bắt đi qua bảy cánh cổng để tước đi hết các quyền phép cho đến khi trần trụi. Nhưng ở mỗi cánh cổng, Nergal đối phó bằng cách giao ra hai con quỷ thay vì trang phục của mình. Khi đến trước ngai vàng, ông quật ngã Namtar và kéo Ereshkigal xuống sàn. Ông định chém chết Ereshkigal bằng rìu nhưng bà xin tha, hứa sẽ làm vợ ông và cùng nhau san sẻ quyền lực. Ông đồng ý. Tuy nhiên, Nergal vẫn phải rời khỏi thế giới ngầm trong sáu tháng, vì vậy Ereshkigal trả lại cho ông những con quỷ và cho phép ông lên mặt đất trong thời gian đó, sau đó lại trở về với bà. Huyền thoại này nhằm giải thích cho lí do tại sao các cuộc chiến tranh xảy ra theo các mùa.
Trong các truyền thuyết sau này, Nergal xuống Địa ngục theo lời chỉ dẫn của Enki. Ông được cảnh báo rằng không được ngồi, ăn, uống hoặc tắm rửa ở Địa ngục, cũng như không được ngủ với Ereshkigal. Tuy nhiên, mặc dù làm theo tất cả mọi chỉ dẫn, nhưng Nergal vẫn bị nữ thần cám dỗ và ngủ với bà trong sáu ngày. Vào ngày thứ bảy, ông trốn thoát trở lại mặt đất, khiến Ereshkigal khổ sở. Namtar được cử đi để mang Nergal trở lại, nhưng Enki đã cải trang cho ông thành một vị thần nhỏ hơn khiến Namtar bị qua mặt. Ereskhigal phát hiện ra và bắt Nergal quay lại Địa ngục một lần nữa. Lần này Nergal trở về một mình, giận dữ ném Ereskhigal xuống khỏi ngai vàng, nhưng rồi họ lại ngủ với nhau thêm sáu ngày nữa. Sau đó, Nergal trở thành chồng của Ereshkigal.

## Dẫn nguồn
1. ↑  Drijvers, H. J. W. (1980). Cults and Beliefs at Edessa. Leiden, The Netherlands: E. J. Brill. tr. 105. ISBN 90-04-06050-2.
2. ↑  Wiggermann, Frans. "Nergal B.". Reallexikon der Assyriologie und Vorderasiatischen Archäologie (bằng tiếng Anh). Walter de Gruyter. Bản gốc lưu trữ ngày 9 tháng 2 năm 2023. Truy cập ngày 28 tháng 1 năm 2020.
3. ↑  Borger R. (2004), Mesopotamisches Zeichenlexikon, Münster, p.402
4. ↑  "Clarke's Commentary on the Bible - 2 Kings 17:30". biblecommenter.com.
5. ↑  Dictionary of phrase and fable: giving the derivation, source, or origin of common phrases, allusions, and words that have a tale to tell - Ebenezer Cobham Brewer - 1900 - p268
6. ↑  Munnich, Maciej M. (2013). The God Resheph in the Ancient Near East. Tubingen, Germany: Mohr Siebeck. tr. 62–63.
7. ↑  "Nergal". Truy cập ngày 15 tháng 4 năm 2018.
8. ↑  "Nergal and Ereshkigal" in Myths from Mesopotamia, trans. S. Dalley (ISBN 0-199-53836-0)
9. ↑  Rikvah Harris (2003). Gender and Aging in Mesopotamia: The Gilgamesh Epic and Other Ancient Literature. University of Oklahoma Press. ISBN 978-08-ngày 07 tháng 9 năm 1353. {{Chú thích sách}}: Kiểm tra giá trị |isbn=: ký tự không hợp lệ (trợ giúp)